# Rudolf V van Baden-Pforzheim
Rudolf V van Baden-Pforzheim bijgenaamd de Wekker (overleden op 28 augustus 1361) was van 1348 tot 1361 markgraaf van Baden-Pforzheim. Hij behoorde tot het huis Baden.

## Levensloop
Rudolf V was een zoon van markgraaf Rudolf IV van Baden-Pforzheim en diens tweede gemalin Maria van Oettingen. Na de dood van zijn vader in 1348 volgde hij hem samen met zijn broer Frederik III op als markgraaf van Baden. Vermoedelijk resideerde hij Pforzheim. Bij de landsverdeling met zijn broer kreeg hij dus vermoedelijk het markgraafschap Baden-Pforzheim, maar wanneer en hoe precies de verdeling gebeurde is niet geweten.
In 1334 had zijn vader van keizer Lodewijk IV van het Heilige Roomse Rijk enkele bezittingen in leen gekregen: het kasteel van Ortenburg, de steden Offenburg, Gengenbach, Zell am Harmersbach en keizerlijke bezittingen in de rijkslandvoogdij Ortenau. Op het moment dat de leen terugbetaald moest worden had keizer Karel IV daar echter het geld niet voor, waardoor Rudolf V deze bezittingen mocht behouden. Ook kregen Rudolf V en aartsbisschop Berthold II van Straatsburg van keizer Karel IV de tol van de stad Straatsburg toegewezen. 
Op 26 augustus 1347 huwde hij met Adelheid, de dochter van zijn grootoom, markgraaf Rudolf Hesso van Baden-Baden. Het huwelijk bleef echter kinderloos. In 1356 sloot Rudolf V een erfverdrag met zijn neef, markgraaf Rudolf VI van Baden-Baden, waarbij hij Rudolf VI tot zijn erfopvolger benoemde. Hierdoor ging het markgraafschap Baden-Pforzheim na zijn dood in 1361 naar het markgraafschap Baden-Baden, waarmee Baden-Baden terug herenigd was. 
Rudolf V werd bijgezet in het klooster Lichtenthal. Zijn weduwe Adelheid hertrouwde in 1369 met graaf Walram IV van Thierstein.